# Brittmari Jacobson
Brittmari Jacobson, (Britt Marie) född 11 mars 1918 i Annedals församling, Göteborg, död 14 februari 1992 i Katarina församling, Stockholm var en svensk bildkonstnär, tecknare och textilkonstnär.
Hon var dotter till redaktionssekreteraren Algot Olsson och Märta Johansson. Jacobson studerade målning för Nils Nilsson vid Valands målarskola i Göteborg 1938–1941 och under studieresor till Frankrike. Efter studierna flyttade hon till Stockholm, men tillbringade också en stor del av sin tid på Öland. Separat ställde hon ut på Galerie Moderne i Stockholm 1950 och ställde därefter ut separat på ett flertal platser i landet. Tillsammans med Margit Ljung och Brita Nordenfelt ställde hon ut i Södertälje 1956 och tillsammans Erica Cabbe och Armand Rosander ställde hon ut på Galleri Muren i Hässleholm 1969. Hon medverkade i Nationalmuseums utställning Unga tecknare, och i samlingsutställningar med Sveriges allmänna konstförening. Bland hennes offentliga arbeten märks utsmyckningar för Karolinska sjukhuset, Beckomberga och Långbro sjukhus. Hon tilldelades ett flertal stipendium bland annat från Helge Ax:son Johansons stiftelse. Hennes konst består av var fårhagar i Asphyttan och landskapsbilder från Öland, Lissabon och Afrika utförda i olja, akvarell och krita samt textilier. Jacobson är representerad vid Moderna museet, Östergötlands museum och Umeå museum.